# Белая роза Йорков
Белая роза Йорков (англ. White Rose of York) — геральдический символ дома Йорков и символ Йоркшира.

## История

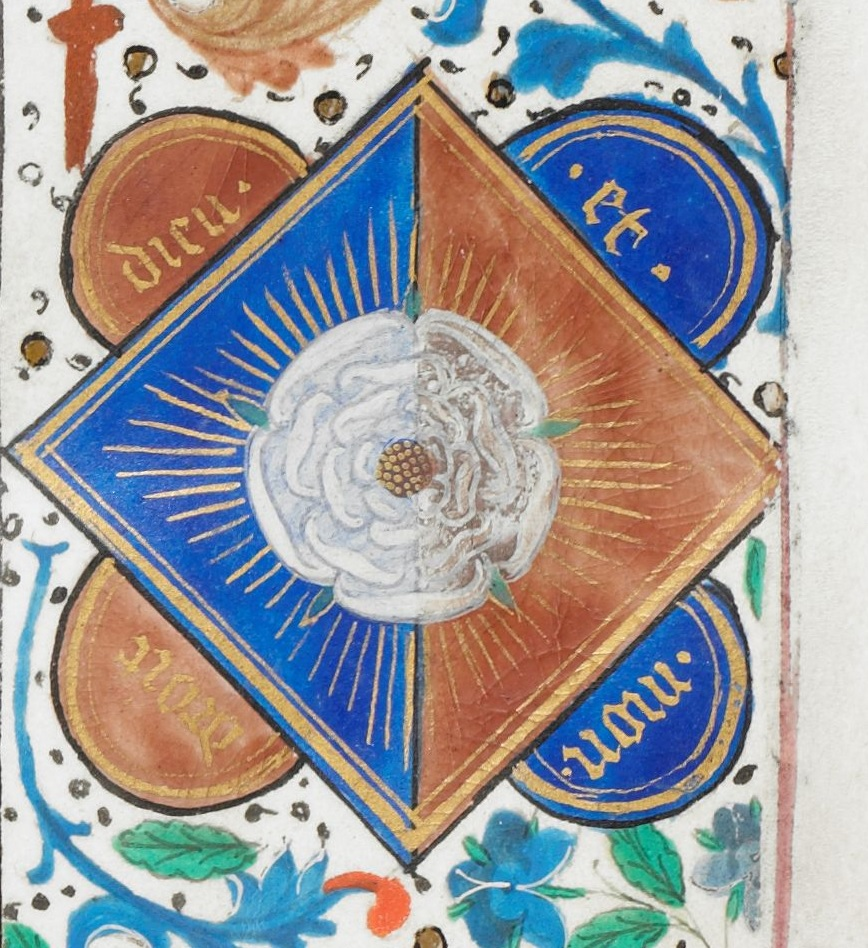
Белая роза Йорков, из рукописи Эдуарда IV

Истоки герба восходят к XIV веку, ко времени Эдмунда Лэнгли, первого герцога Йоркского и основателя династии Йорков, младшей ветви правивших тогда Плантагенетов. Роза имеет религиозные коннотации, поскольку она символизирует Богородицу, которую часто называют Розой небес. Упоминаемая в «Божественной комедии» Данте белая роза представляется символом небесной любви. Белый цвет в христианской литургической символике является олицетворением света, невинности, чистоты, радости и славы.
Во время гражданских войн XV века в борьбе за престол Англии белая роза была символом Йорков в сражениях против дома Ланкастеров. Красная роза Ланкастеров появилась позднее и символизировала династию Ланкастеров, но не во время реального конфликта. Противопоставление двух роз дало войне её общепринятое сейчас название — война роз (название появилось лишь в XIX веке). Конфликт завершил король Генрих VII, символически объединивший красную и белую розы в розу Тюдоров, ставшую символом династииТюдоров. В конце XVII века белую розу Йорков в качестве эмблемы взяли якобиты.
В сражении у Миндена 1 августа 1759 года солдаты Королевского Йоркширского полка лёгкой пехоты сорвали белые розы с кустов около поля сражения и закрепили их на своих плащах в дань памяти своих павших товарищей. В этот день, 1 августа, празднуется День Йоркшира.
Роза Йоркширов была выгравирована на дубовом гробу короля Ричарда III, последнего представителя мужской линии Плантагенетов на английском престоле. Он был перезахоронен в Кафедральном соборе в Лестере 26 марта 2015 года.

## Использование

### В геральдике Йоркшира

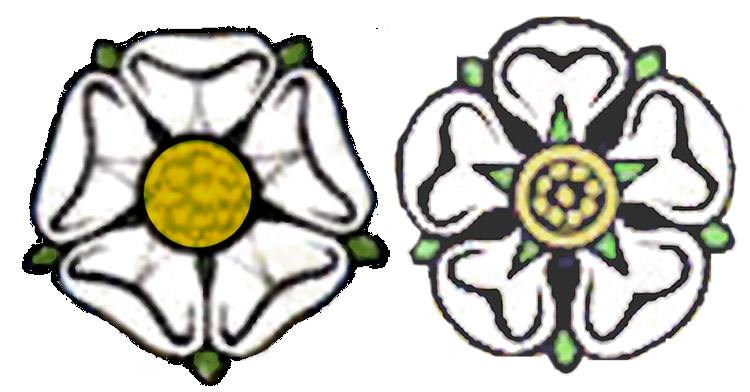
Белая роза Йорков при изображении в малых размерах упрощается.

Более 20 гражданских лиц в Йоркшире имеют герб с розой Йорков. Изображённая в малом размере, роза графически упрощается.

### Международное использование
Роза изображена на печати города Йорк, штат Пенсильвания, известна как белая роза города.
Роза Йорков присутствует на щите канадского Йоркского университета.
Белая роза также является центральным элементом герба школы Ленана в Найроби, Кения.
На флаге Куинса, в штате Нью-Йорк, находятся белая и красная розы. Округ Куинс был назван в честь Екатерины Брагансской, супруги короля Карла II, который послал флот в Нью-Йорк в 1664 году для отвоевания Нового Амстердама, тогда город был переименован в Нью-Йорк в честь инициатора захвата герцога Йоркского Якова II, брата Карла II.